# Bergkirche Freiburg-Opfingen

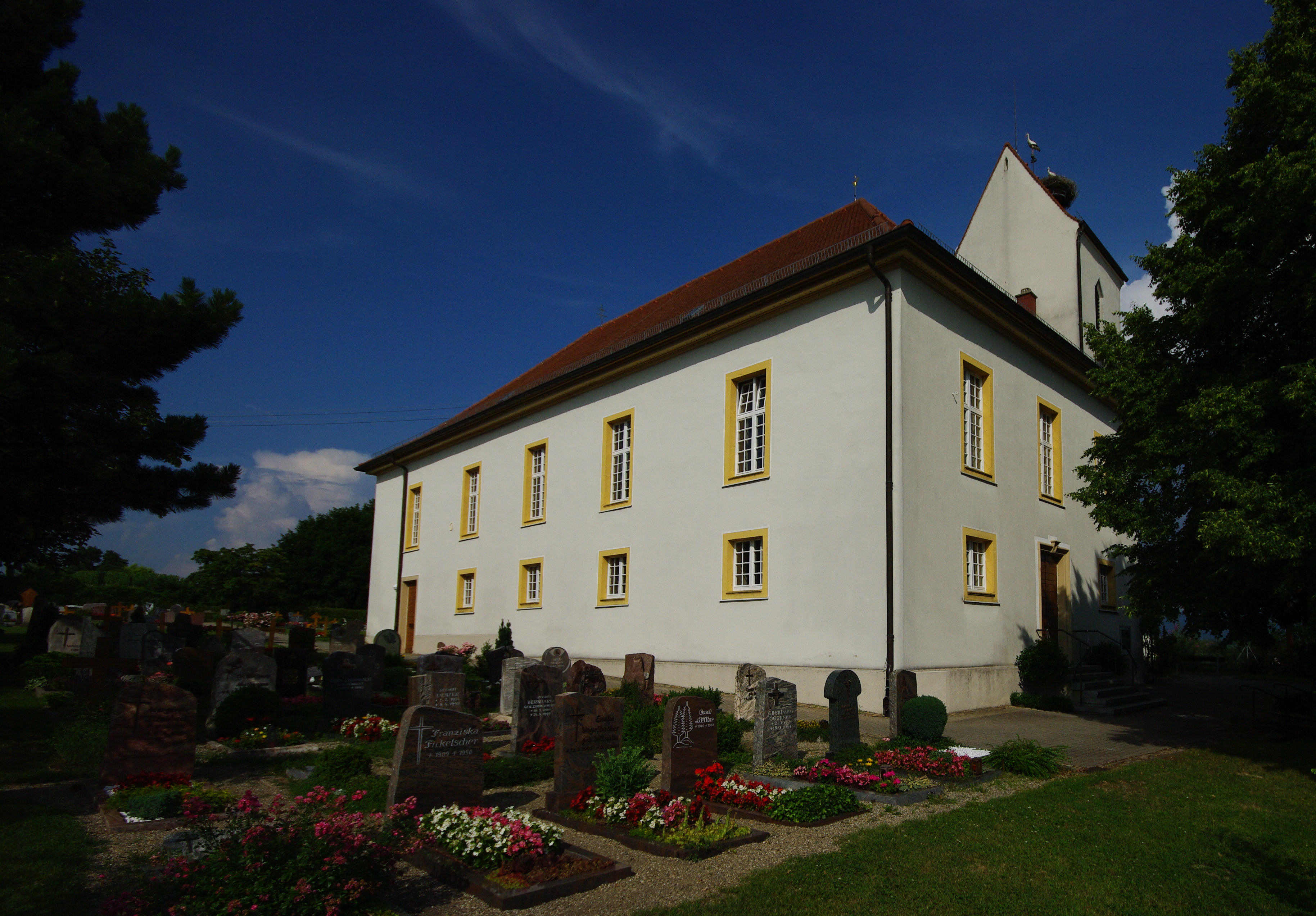
Bergkirche Opfingen

Die Bergkirche Opfingen im Freiburger Stadtteil Opfingen ist die evangelische Kirche des Dorfes. Sie steht auf einer Anhöhe oberhalb der Ortsmitte und ist durch eine Treppe hinter dem Rathaus vom Ort her zu erreichen. An zwei Seiten der südwestlich/nordöstlich ausgerichteten Kirche schließt sich der Ortsfriedhof an. Die Kirche gehört zum Predigtbezirk Opfingen-Waltershofen der evangelischen Pfarrgemeinde Tuniberg der Evangelischen Landeskirche in Baden.

## Geschichte

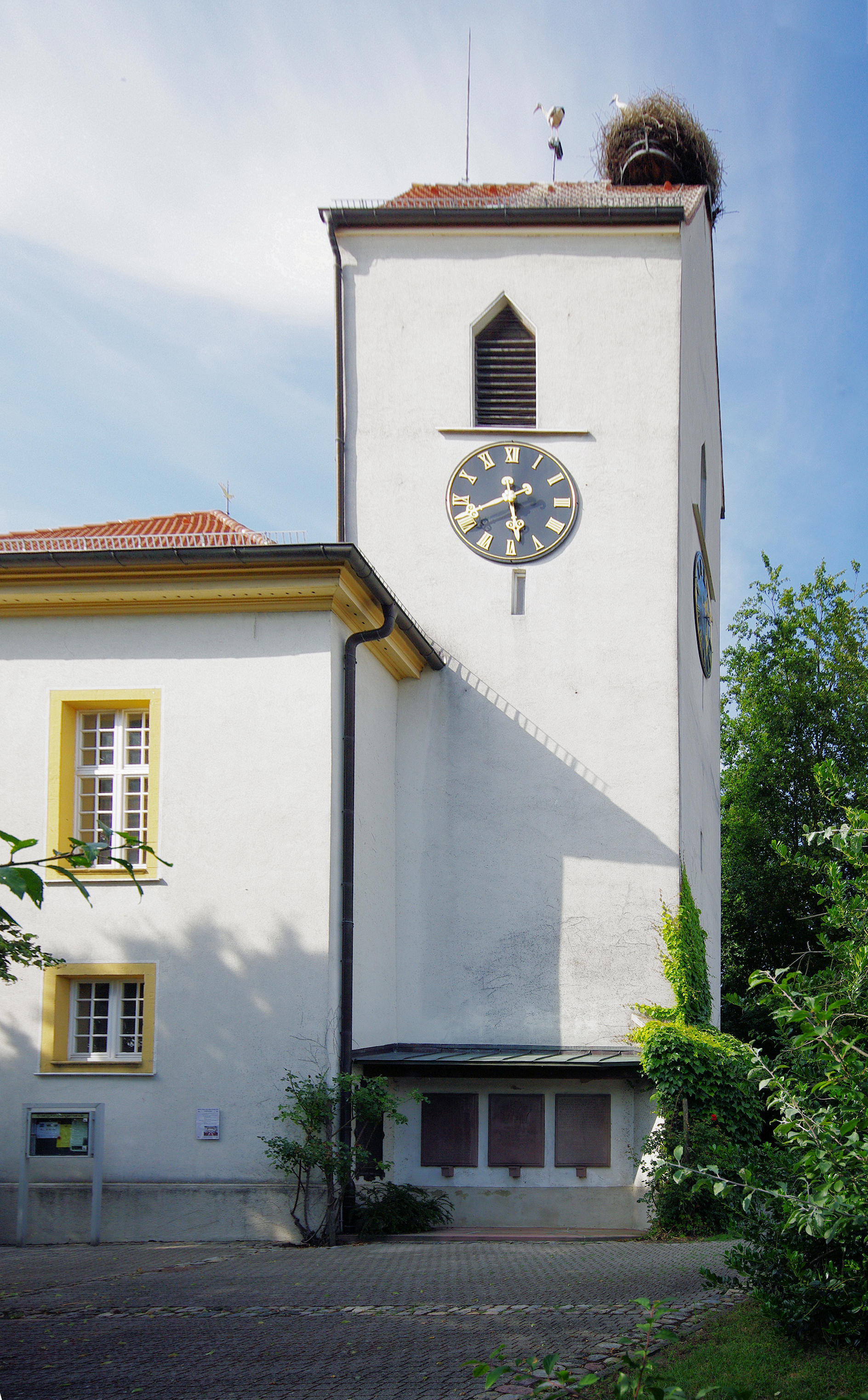
Turm mit Storchennest

Die Bergkirche wurde als evangelische Kirche 1778 nach Plänen von Carl Friedrich Meerwein an Stelle einer ersten älteren, baufällig gewordenen Kirche aus dem Jahr 1525 an den erhalten gebliebenen Turm dieser vorigen Kirche angebaut. Dabei wurde der Turm erhöht. Nach der Säkularisation zu Beginn des 19. Jahrhunderts übernahm die Gemeinde die Kirche, so dass sie heute nach der Eingemeindung des Dorfes im Besitz der Stadt Freiburg ist.

## Das Gebäude

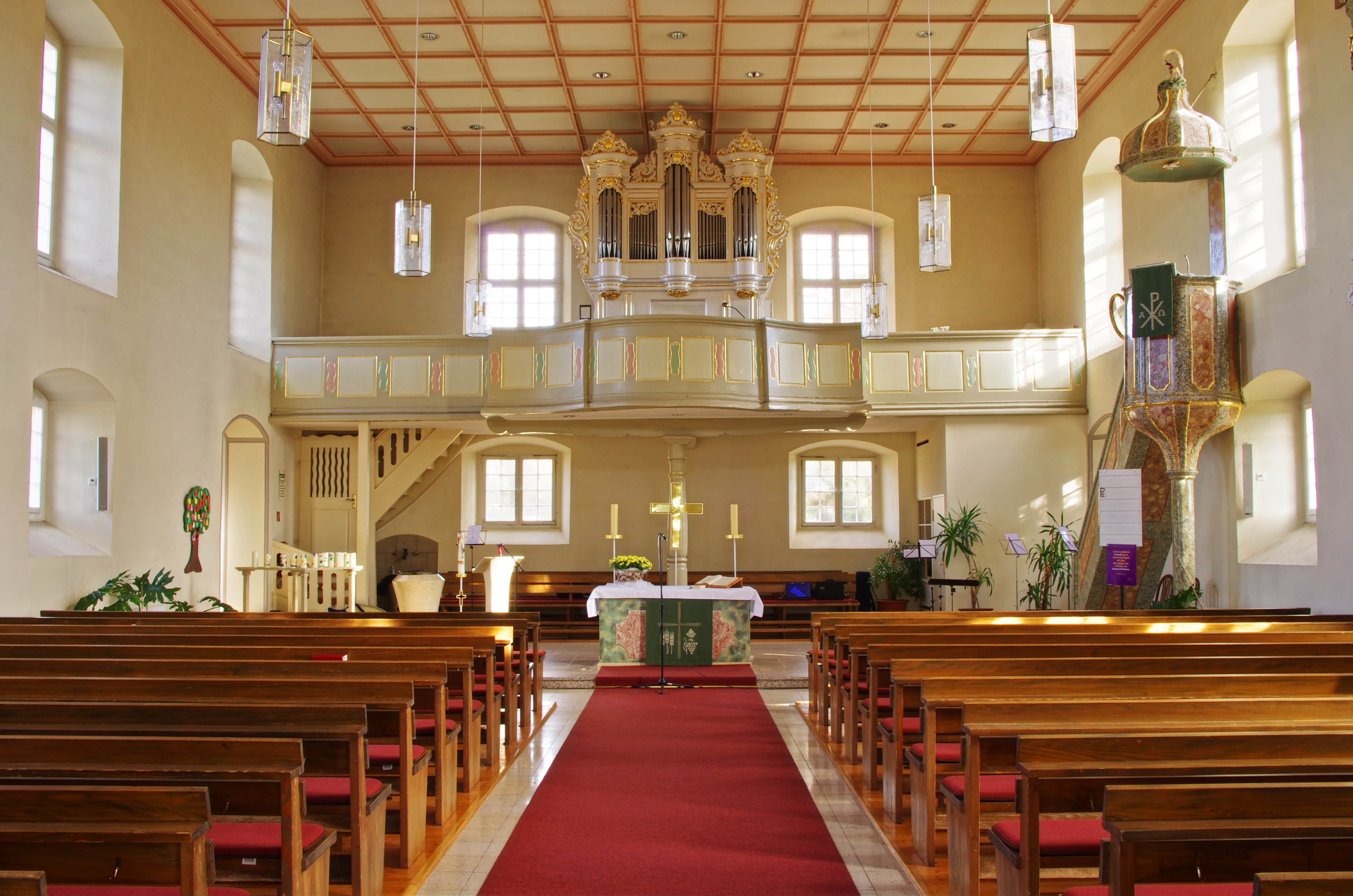
Innenansicht Richtung Kanzel, Altar und Orgel

Das Kirchengebäude ist ein rechteckiger Saalbau mit einem Walmdach, das an den vorhandenen Kirchturm der Vorgängerkirche angebaut ist. Es steht an einer Abbruchkante des Tunibergs hoch über dem Dorf Opfingen und trägt der Lage wegen den Namen Bergkirche. In der Länge hat die Kirche fünf Fensterachsen, in der Breite drei.
Der Turm ist mit einem Satteldach bedeckt, auf dem ein Gestell zur Aufnahme eines Storchennests angebracht ist, das auch regelmäßig von Störchen genutzt wird. Auf den dem Ort zugewandten Seiten des Turms befindet sich unter den Schallöffnungen für die Kirchenglocke von 1698 je ein Zifferblatt der Turmuhr.
Im Innern ist die Saalkirche von größter dekorativer Zurückhaltung. Lediglich wenige Rokoko-Elemente (Brüstungen der Emporen, Kanzel, Orgel) zeugen von der Bauzeit der Kirche. Man betritt die Kirche von Südwesten und gelangt in einen sehr hellen Kirchensaal, der von quadratischen (untere Reihe) und rechteckigen Klarglas-Sprossenfenstern (obere Reihe) belichtet wird. Die Decke ist eine schlichte Kassettendecke. Über dem Eingangsbereich befindet sich eine große Empore. Eine kleinere Empore auf der gegenüber liegenden Seite hinter dem Altar nimmt die Orgel auf. 
Orgel
Die Orgel auf der Empore hinter dem Altar wurde 1781 in der Werkstatt Georg Marcus Stein gebaut und gehört damit zu den ältesten bespielbaren Orgeln im Breisgau. Sie hat 800 Pfeifen in 13 Registern auf einem Manual und Pedal. 1860 wurde das Werk durch Orgelbauer Jacob Forrell aus Freiburg renoviert. 1917 mussten die Prospektpfeifen für Kriegszwecke abgeliefert werden, die erst 1927 durch Orgelbaumeister Friedrich Bettex ersetzt werden konnten. 1965 wurde das Instrument durch Orgelbau Ernest Mühleisen aus Strassburg restauriert und teilweise rekonstruiert. Zuletzt wurde die Orgel 1995 von der Werkstatt Waldkircher Orgelbau Jäger & Brommer restauriert.

## Nachweise
1. ↑  orgel-verzeichnis.de: Freiburg im Breisgau / Opfingen – Bergkirche

Koordinaten: 48° 0′ 3,73″ N, 7° 42′ 57,57″ O